# Nick Farr-Jones
Pas d'image ? Cliquez ici

a Compétitions nationales et continentales officielles uniquement.

b Matchs officiels uniquement.
Nicholas Campbell Farr-Jones, dit Nick Farr-Jones, né le 18 avril 1962 à Caringbah (Nouvelle-Galles du Sud), est un joueur de rugby à XV international australien, évoluant au poste de demi de mêlée. Il a gagné la Coupe du monde de rugby en 1991 et est au Temple international de la renommée du rugby depuis 1999.

## Carrière
Avocat de profession, Nick Farr-Jones joue au Sydney University Football Club et pour la province de Nouvelle-Galles du Sud. Il est sélectionné pour la première fois en équipe d'Australie en 1984 pour la tournée dans les îles britanniques. Sa première sélection, aux côtés de Mark Ella, se solde par une victoire sur les Anglais au stade de Twickenham. Il jouera ensuite les trois autres test matchs face à l'Irlande, au pays de Galles et à l'Écosse et prend donc part intégralement au premier Grand chelem de l'équipe australienne dans l'hémisphère nord. 
À partir de 1985, il sera associé à 47 reprises avec Michael Lynagh en équipe d'Australie, un record à l'époque pour une charnière demi de mêlée-demi d'ouverture. En 1986, l'Australie gagne, deux victoires à une, la série en Nouvelle-Zélande et remporte la Bledisloe Cup pour la première fois depuis 1980. Cette victoire fait des Wallabies les favoris de la première Coupe du monde de rugby qui se déroule en 1987, en partie sur le sol australien. Les Australiens entament bien la compétition avec une victoire face à l'Angleterre lors du match d'ouverture. Ils terminent en tête de leur groupe et battent les Irlandais en quart de finale. Mais en demi-finale, à Sydney, le XV de France met fin aux espoirs australiens grâce à un essai de Serge Blanco à la dernière minute du match. Ils termineront finalement quatrièmes de la compétition après une défaite face au pays de Galles. 
Après la Coupe du monde, il devient capitaine de l'équipe nationale. Il le restera pendant 36 matchs, jusqu'en 1992. Il est notamment le capitaine des Wallabies lors de la Coupe du monde en Angleterre en 1991. Après un parcours sans faute, les Australien s'imposent en finale contre les Anglais, à Twickenham, et Nick Farr-Jones soulève le trophée, la coupe Webb Ellis.
En 1992, les Australiens confirment leur statut de meilleure équipe du monde en battant les Néo-zélandais lors d'une série à domicile qui leur permet de reprendre la Bledisloe Cup, puis l'Afrique du Sud au Cap. Nick Farr-Jones met un terme à sa carrière en 1993, après deux nouvelles victoires face aux Sud-africains. Il totalise 63 sélections.
Le 11 novembre 1993, il est invité avec les Barbarians français pour jouer contre l'Australie à Clermont-Ferrand. Les Baa-Baas s'inclinent 26 à 43. Le 6 septembre 1994, il joue de nouveau avec les Barbarians français contre les Barbarians au Stade Charlety à Paris. Il est alors désigné capitaine de l'équipe pour ce match. Les Baa-Baas s'imposent 35 à 18.

## Palmarès
- Vainqueur de la Coupe du monde en 1991
- 63 sélections entre 1984 et 1993 dont 36 en tant que capitaine
- 37 points (9 essais)